# Gulbrand Lunde

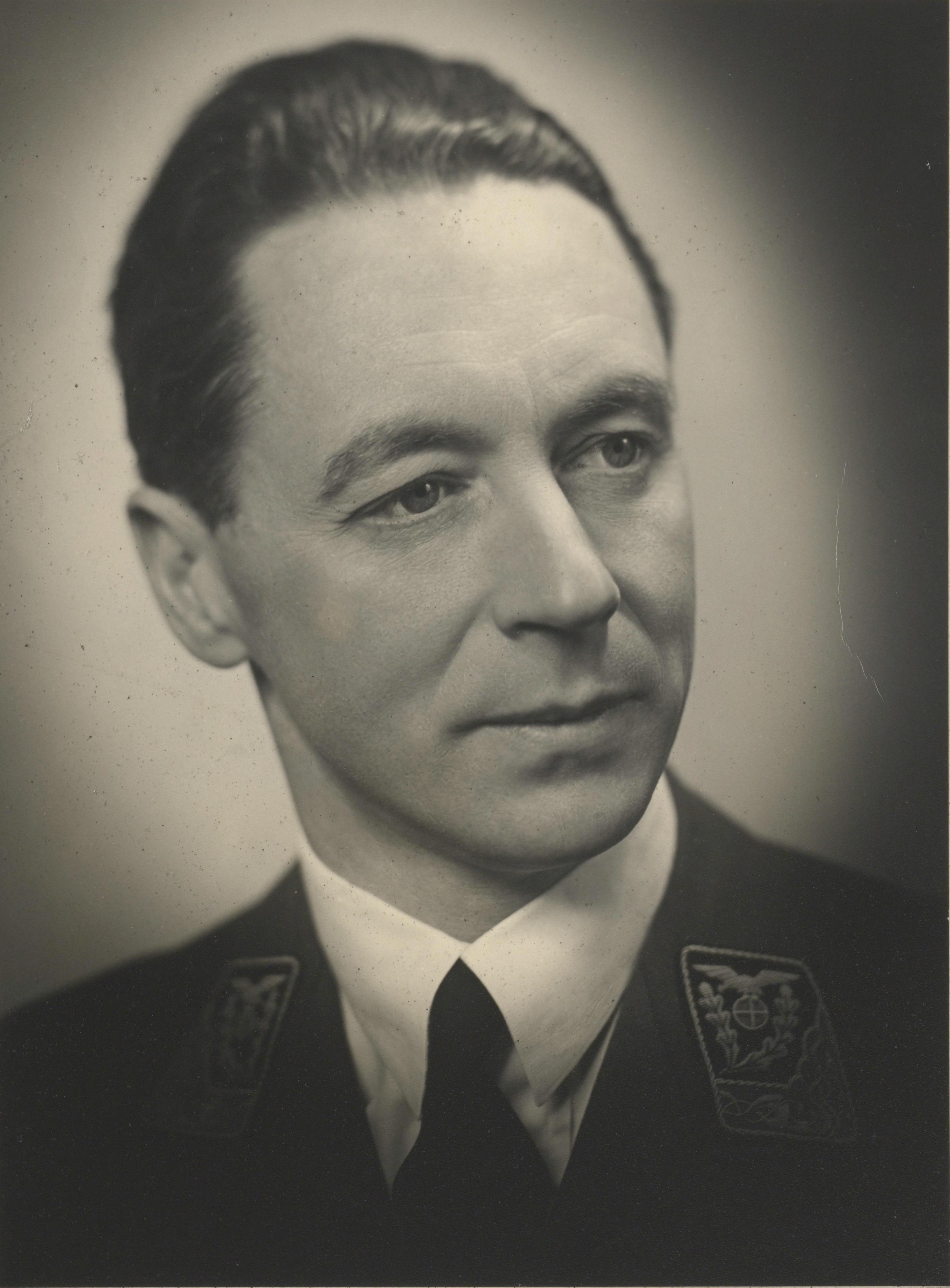
Gulbrand Lunde

Gulbrand Oscar Johan Lunde (* 14. September 1901 in Fana; † 25. Oktober 1942 in Vågen) war ein norwegischer Chemiker und Politiker der faschistischen Partei Nasjonal Samling (NS). Von 1940 bis 1942 war er Minister für Kultur.

## Leben
Gulbrand Lunde wurde in Bergen geboren und wuchs dort auf. Er war der Sohn des Architekten Sigurd Lunde (1874–1936) und Inga Grue (1870–1948). Sein Vater war einer der führenden Architekten Bergens. Im Jahr 1919 schloss Gulbrand Lunde die Schulzeit in Bergen mit der Hochschulreife ab. Anschließend studierte er Chemie an der Technischen Hochschule Zürich. In Freiburg im Breisgau promovierte er im Jahr 1925 mit der Abhandlung Studien in der Gallensäurereihe. Anschließend kehrte er nach Norwegen zurück, wo er als Assistent am Mineralogischen Institut der Universität Oslo zu arbeiten begann. Dort arbeitete er mit Thomas F. W. Barth und dem jüdischen Geologen Victor Moritz Goldschmidt zusammen. Er heiratete am 6. März 1929 Marie Honoria Halling Wulfsberg (26. August 1907 – 25. Oktober 1942).
Im Jahr 1929 wurde er Direktor des Hermetikkindustriens Laboratorium in Stavanger. Während seiner Zeit in Stavanger wurde er im Jahr 1933 bei der Gründung der Nasjonal Samling Parteimitglied. Dort war er Teil des christlichen Parteiflügels. Ab 1935 fungierte er als Propagandaleiter der Partei. Von 1935 bis 1937 war er Mitglied im Stadtrat von Stavanger. Er war bei der Kommunalwahl im Jahr 1934 als Spitzenkandidat angetreten, wo seine Partei zwölf Prozent der Stimmen erlangen konnte. Nach der Aufsplittung der Partei in den Jahren 1936 und 1937 zog sich Lunde aus der Politik zurück.
Am 9. April 1940 wurde er nach der Besetzung Norwegens zum Sozialminister unter Vidkun Quisling ernannt. Lunde trat jedoch den Ministerposten nicht an, da er weiter politisch inaktiv war. Im Sommer 1940 wurde er wieder politisch aktiv. Am 25. September 1940 wurde er von Reichskommissar Josef Terboven zum Minister für Kultur und Öffentliche Information ernannt. Ab Februar 1942 übte er sein Ministeramt weiter in der Regierung von Vidkun Quisling aus. Seine Amtszeit endete mit seinem Tod am 25. Oktober 1942. Seine Regierungszeit wurde wie die der gesamten Regierung nachträglich als illegal eingestuft.
Er starb zusammen mit seiner Frau auf einer Fahrt von Ålesund nach Åndalsnes während einer Vortragsreihe, als das Auto von einer Fähre rutschte und fünf Meter in die Tiefe stürzte. Der Unfall gab Anlass zu vielen Gerüchten, sowohl über Attentate als auch über Sabotage. Die Untersuchung ergab, dass es sich um einen Unfall handelte.
In der Bevölkerung trug er den Spitznamen lille Goebbels, norwegisch für kleiner Goebbels.